# Bletia villae
Bletia villae är en orkidéart som beskrevs av Soto Arenas. Bletia villae ingår i släktet Bletia och familjen orkidéer. Inga underarter finns listade i Catalogue of Life.